# Th24
Th24 – lokomotywa parowa produkcji austriackiej kkStB 59, skonstruowana przez Gölsdorfa – znanego austriackiego projektanta lokomotyw.
Były to lokomotywy na parę nasyconą, przeznaczone głównie do ruchu towarowego. Parowozy produkowano w Austrii w latach 1893–1903. Niektóre egzemplarze eksploatowano na terenie Galicji. Układ osi: C (trzy pary kół napędnych). Cechą charakterystyczną tej lokomotywy był niski kocioł, wysoki zbiornik pary umieszczony na kotle oraz bardzo wysoki komin z odiskiernikiem, rozszerzający się w górnej części na kształt maczugi.
Po I wojnie światowej na stan PKP trafiło aż 80 egzemplarzy tych parowozów. Otrzymały one oznaczenie Th24 – numer był niezgodny z systemem oznaczeń parowozów PKP (sugerujący polską konstrukcję), lecz wynikał z dużej liczby typów przejętych austriackich lokomotyw o układzie osi C. Lokomotywy te były wykorzystywane w okresie międzywojennym do prowadzenia lekkich pociągów towarowych i lekkich prac manewrowych. Ze względu na archaiczną konstrukcję i niską wydajność parowozy te były stopniowo eliminowane z ruchu. Po II wojnie światowej lokomotywy te nie były w Polsce używane. Nie zachował się też ani jeden egzemplarz o charakterze muzealnym.